# Недеља моде у Њујорку
Модна недеља у Њујорку је полугодишњи низ догађаја, који се одржава у фебруару и септембру сваке године у Менхетену. Одржава се седам до девед дана, када се модне колекције приказују купцима, штампи, широј јавности. Модна недеља у Њујорку је једна од четири велике модне недеље у свету, заједно са оним у Милану, Лондону и Паризу, познате као "Велика четворка".
Појам Модне недеље у Њујорку створио је Савет Модних дизајнера Америке 1993. године. Градови попут Лондона већ су користили назив свог града заједно са речима модне недеље 1980-их. Назив Модна недеља у Њујорку је заснован на много старијој серији дограђаја под називом "Недеља штампе", основаној 1943. године.

## Историја
Елеанор Ламберт, директорка за штампу прве промотивне организације америчке модне индустрије the New York Dress Institute, креирала је прву Модну недељу у Њујорку 1943. године.
Догађај је креиран како би током Другог светског рата скренуо пажњу са француске моде.
"Недеља штампе", како је прводитно назван овај догађај, била је успешна. Модни часописи, попут Vogue, који су били пуни француских дизајнера, све више су објављивали америчку моду.

## Велика четворка
Модна недеља у Њујорку једна је од четири велике модне недеље у свету, заједно са оним у Милану, Лондону, Паризу, познате као Велика четворка. Представљање пролећне колекције одржава се фебриару и марту, док је представљање јесење колекције у септембру и октобру. 
- Милано (представљање пролећно-летње колекције 14.06-18.06.2024.)[2]
- Лондон (представљање пролећне колекције 16.02-10.02.2024.)[3]
- Париз (представљање пролећне колекције 16.01-21.01.2024.)[4]
- Њујорк (представљање пролећне колекције 09.02.-11.02.2024.)[5]

## Локација
Модна недеља у Њујорку одржава се у Spring Studios просторијама, у улици 50 Varick, у Доњем Менхетену. Локација укључује карневал на обали, преуређене железничке терминале и бившу пошту.

## Дизајнери
Модна недеља у Њујорку представља место окупљања бројних модних кућа широм света, које желе да на овај начин представе своје колекције широј јавности. Поред бројних познатих дизајнера, овај догађај пружа шансу и мање познатим дизајнерима да представе своје колекције. Неке од познатих модних кућа које годинама приказују своје колекције су: Altuzarra, Coach, Phillip Lim, Anna Sui, Area, Carolina Herrera, Michael Kors, Gabriela Hearst, Laquan Smith, Tory Burch, Tommy Hilfiger, Max Azria, Donna Karan, Ralph Lauren, Richard Chai, Tadashi Shoji.

## Занимљивости
Др Данијела Шејпрук је прва прва манекенка која се појавила у инвалидским колицима, у емисији New York Fashion Week. Глумица Џејми Бруер постала је прва жена са Дауновим синдромом која је прошетала црвеним тепихом на Модној недељи у Њујорку. Прва особа која је са четвороструком ампутацијом прошетала црвеним тепихом је Карен Креспо. Представљала је Carrie Hammer.